# كاتي دوغلاس (ممثلة)
كاتي دوغلاس هي ممثلة كندية، ولدت في 19 أكتوبر 1998 في كندا.

## وصلات خارجية
- كاتي دوغلاس على موقع IMDb (الإنجليزية)
- كاتي دوغلاس على موقع ميتاكريتيك (الإنجليزية)
- كاتي دوغلاس على موقع روتن توميتوز (الإنجليزية)
- كاتي دوغلاس على موقع قاعدة بيانات الأفلام العربية
- كاتي دوغلاس على موقع ألو سيني (الفرنسية)
- كاتي دوغلاس على موقع تيرنر كلاسيك موفيز (الإنجليزية)
- كاتي دوغلاس على موقع أول موفي (الإنجليزية)
- كاتي دوغلاس على موقع قاعدة بيانات الفيلم (الإنجليزية)
- كاتي دوغلاس على موقع ليتربوكسد (الإنجليزية)
- كاتي دوغلاس على موقع كينوبويسك (الروسية)